# Lomariopsidaceae
Famille
Les Lomariopsidacées sont une famille de fougères des régions tropicales.

## Liste desgenres[2]
- Bolbitis
- Elaphoglossum
- Lomagramma
- Lomariopsis
- Teratophyllum
- Thysanosoria